# Ресак-сюр-Лампи
Реса́к-сюр-Лампи́ (фр. Raissac-sur-Lampy) — коммуна во Франции, находится в регионе Лангедок — Руссильон. Департамент коммуны — Од. Входит в состав кантона Альзон. Округ коммуны — Каркасон.
Код INSEE коммуны — 11308.

## Население
Население коммуны на 2008 год составляло 332 человека.
| 1962 | 1968 | 1975 | 1982 | 1990 | 1999 | 2008 |
| ---- | ---- | ---- | ---- | ---- | ---- | ---- |
| 189  | 176  | 196  | 206  | 190  | 212  | 332  |

## Экономика
В 2007 году среди 174 человек в трудоспособном возрасте (15—64 лет) 130 были экономически активными, 44 — неактивными (показатель активности — 74,7 %, в 1999 году было 66,1 %). Из 130 активных работали 113 человек (63 мужчины и 50 женщин), безработных было 17 (10 мужчин и 7 женщин). Среди 44 неактивных 9 человек были учениками или студентами, 18 — пенсионерами, 17 были неактивными по другим причинам.